# Fourgon d'incendie
« Autopompe » redirige ici. Pour le dispositif de lutte antiémeute, voir Canon à eau.

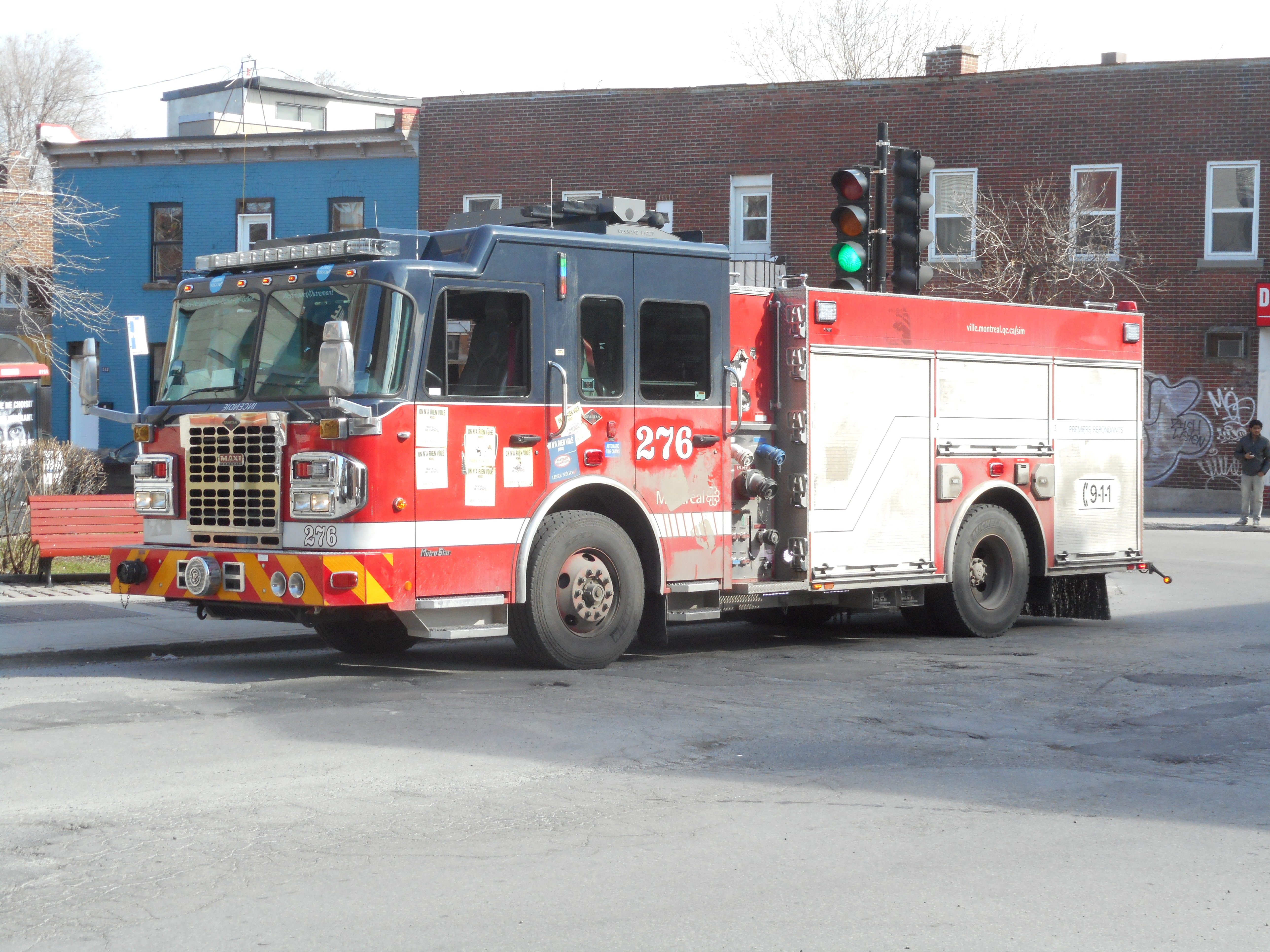
Un camion de pompiers Spartan à Montréal Québec en 2015

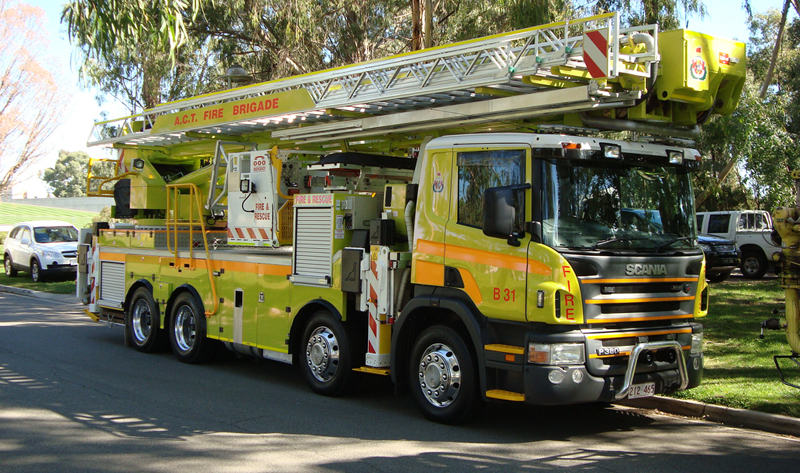
Un fourgon d'incendie (combiné avec une nacelle élévatrice Bronto Skylift) de marque Scania en service en 2009 à Canberra, en Australie.

Le fourgon d'incendie est un camion de pompiers utilisé principalement dans la lutte contre l'incendie. Il est généralement le camion de base des pompiers et est, de ce fait, bien souvent multifonctionnel.

## Histoire
Les premiers matériels d'incendie étaient des pompes à bras posées sur des charrettes, tractées soit par des hommes, soit par des chevaux.
Vers 1800, l’activité de Sapeurs-Pompier en Angleterre est répartie entre plusieurs compagnies privées dont certaines, pour se distinguer face à leurs concurrents, adoptent le rouge vermillon, couleur voyante bien identifiable qui s'impose progressivement sur tout le matériel roulant. Le rouge est donc adopté dans beaucoup de pays qui se font livrer du matériel anglais ou sont convaincus de la visibilité de cette couleur lors des interventions et de leur impact sur la population.
En France, les pompiers circulaient à Paris dans des charrettes vertes et noires, en référence à leur corps du génie. En 1885, ils reçoivent des pompes à vapeur d’Angleterre rouge vermillon, repeignent leurs véhicules avec cette couleur qui s'impose petit à petit en province.
Cependant, certaines compagnies adoptent le jaune canari ou le vert citron plus visibles dans le brouillard, dans la fumée ou sous les lumières artificielles des grandes villes.

## Description et composition

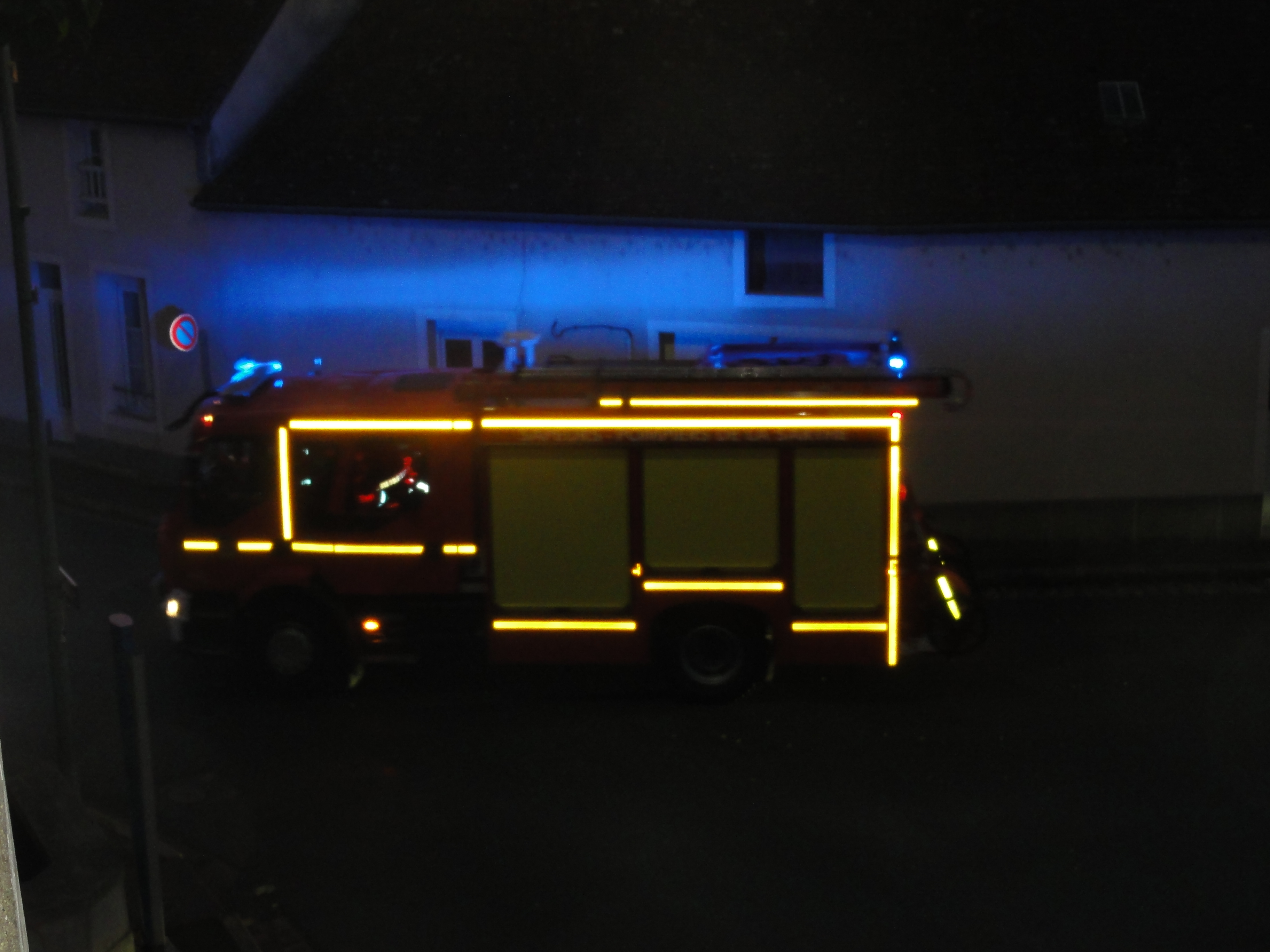
Beaumont-sur-Sarthe, France, fourgon d'incendie avec bandes rétro-réfléchissantes la nuit

Il s'agit d'un véhicule automobile muni généralement :
- d'une réserve d'eau, appelée « tonne » ;
- d'une Motopompe entraînée par le moteur du fourgon, mettant l'eau sous pression pour l'envoyer dans les tuyaux et les lances;
- de tuyaux, enroulés sur un tambour ou dévidoir, de lances, de divisions et de dispositifs de franchissement de tuyaux permettant aux véhicules de circuler lorsque l'établissement franchit la chaussée pour ne pas rouler dessus;
- d'une cabine permettant le transport du personnel ;
- d'avertisseurs spéciaux (lumineux et sonores) ;
- d'une radio permettant d'être en liaison avec le centre de coordination des secours (CTA ou CODIS en France).

Le terme « fourgon d'incendie » est très général et regroupe tous les engins affectés à la lutte contre l'incendie. Selon son affectation et son type, il peut être muni en particulier :
- d'appareils respiratoires isolants (ARI) et de bouteilles d'air comprimé portables, pour permettre la progression des équipes dans la fumée, dans toutes les situations où l'air est pollué ou irrespirable (fuite de gaz, monoxyde de carbone...), il est équipé d'un détecteur d'absence de mouvements qui se déclenche au bout de quelques minutes (90 secondes pour certains appareils) d'immobilité ou par appui prolongé sur le bouton de l'appareil (une forte lumière clignotante rouge et un bruit strident qui permet de repérer plus facilement le sapeur en difficulté).
- d'une ou de plusieurs motopompes portables, fonctionnant en aspiration et refoulement ;
- d'une lance-canon permettant de projeter de l'eau ou de la mousse à un débit et une portée importants ;
- de matériel permettant de pratiquer des ouvertures dans les portes et les murs (hache, masse) ;
- de matériel de sauvetage ;
- de matériel d'éclairage ou de ventilation opérationnelle ;
- de matériel de récupération d'hydrocarbures ;
- de matériel de secours routier.

L'autre véhicule très utilisé en milieu urbain est la grande échelle, ou auto-échelle. Il s'agit d'une échelle escamotable motorisée portée par un véhicule, qui permet d'accéder aux grandes hauteurs pour effectuer des sauvetages (évacuations de personnes par une fenêtre, etc.) ou du travail en hauteur, acheminer des pompiers aux étages, et arroser le feu au plus près.

## Par pays

### Allemagne

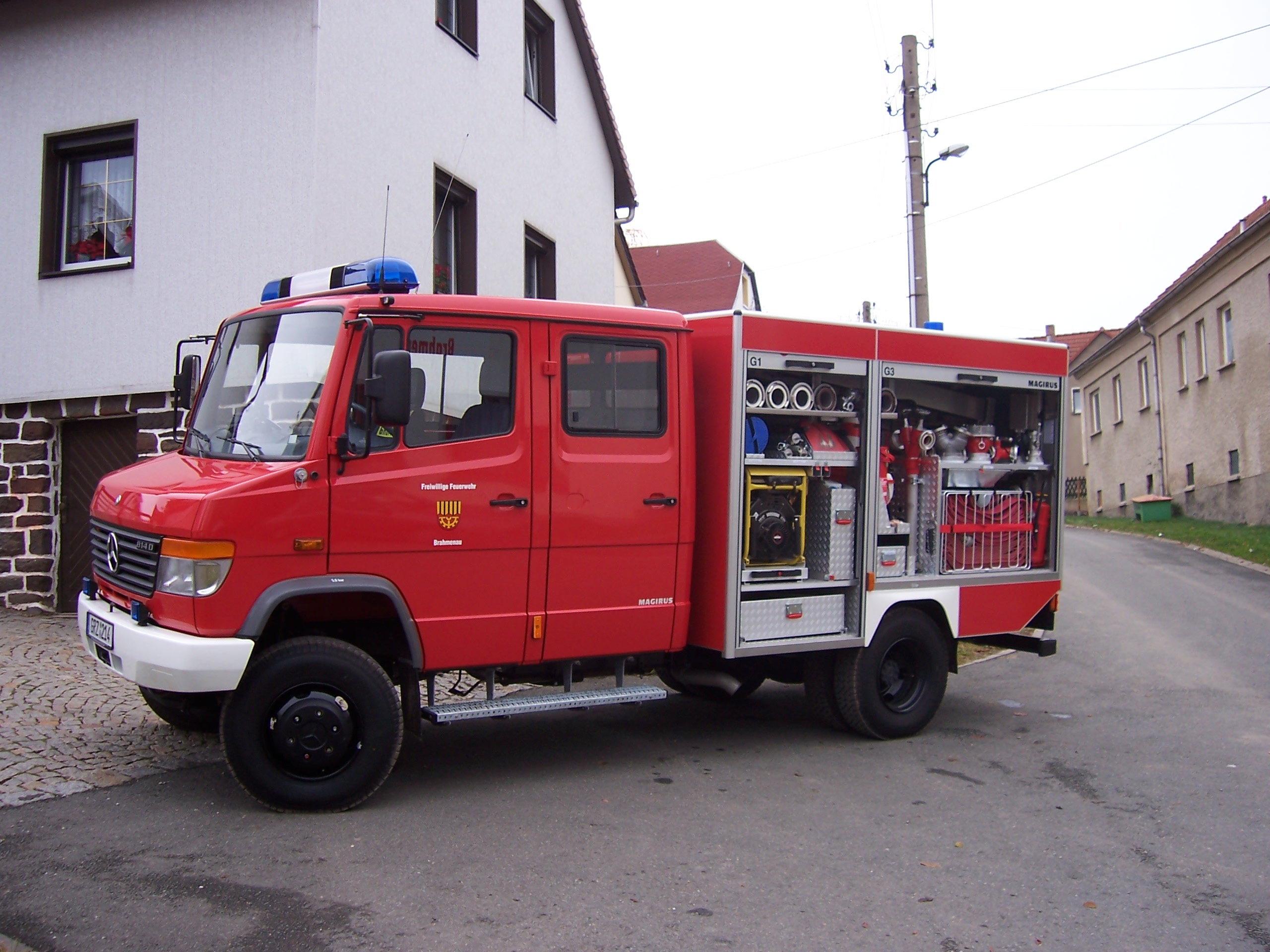
Fourgon incendie léger en Allemagne

Les fourgons d'incendie les plus courants sont :
- LF : Löschgruppenfahrzeug (Véhicule d'extinction) est une autopompe se rapprochant d'un FPT français.
- GTLF : Großtanklöschfahrzeug (Véhicule d'extinction grande citerne) se rapprochant d'un CCGC français.
- HLF : Hilfeleistungs-Löschgruppenfahrzeug (Véhicule d'extinction et d'assistance) se rapprochant d'un FPTSR français.
- TSF-W : Tragkraftspritzenfahrzeug mit Wasser (Véhicule motopompe lance avec eau) se rapprochant d'un VPI français.

### En Amérique du Nord

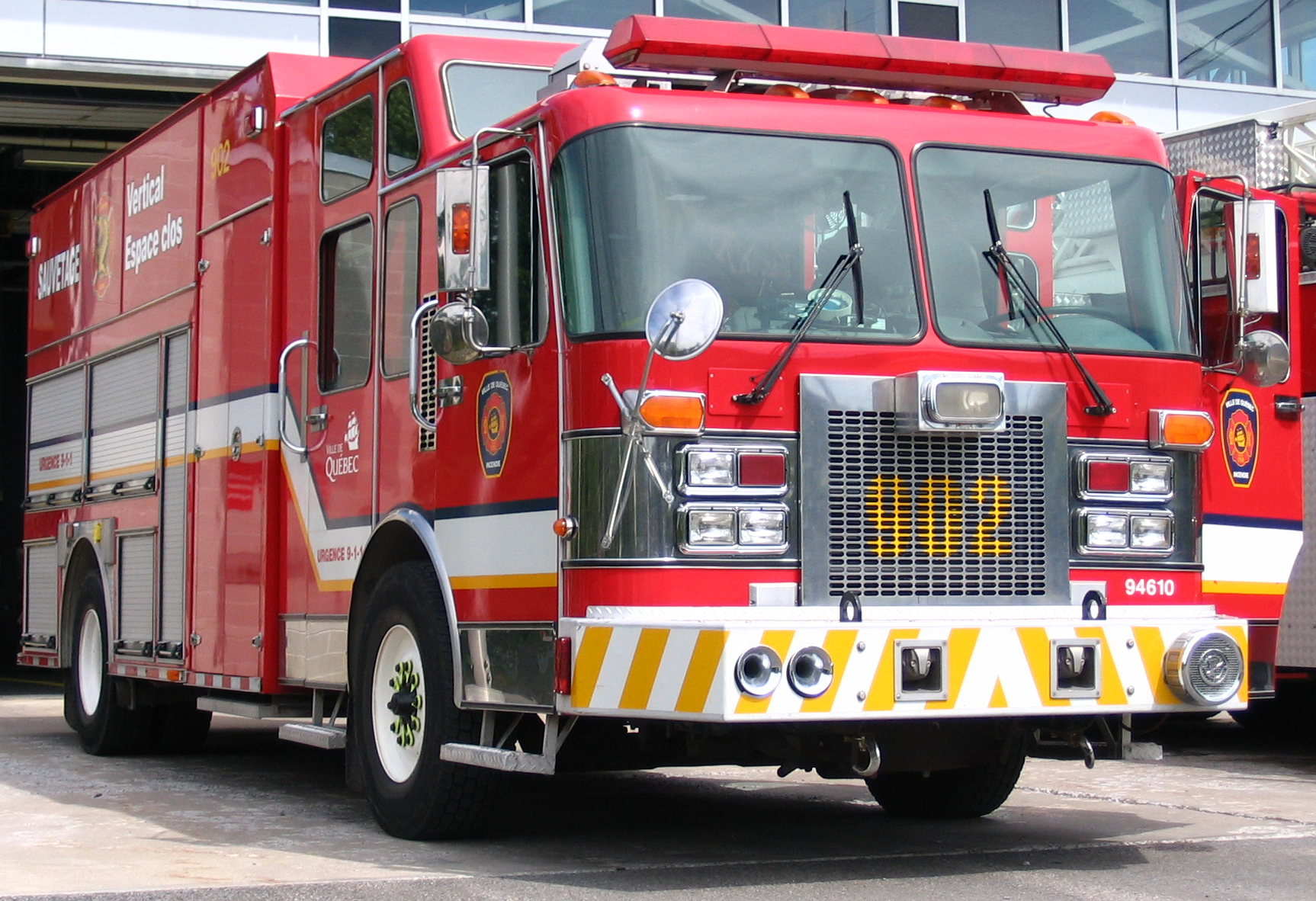
Camion de pompiers no 902 du Service de protection contre l'incendie de la ville de Québec.

Aux États-Unis, les fourgons d'incendie sont généralement appelés engines. Au Québec et au Canada, ils sont appelés « autopompe ».
Ils sont généralement plus imposants qu'en Europe puisqu'ils sont prévus pour être polyvalents. Ils sont équipés de gyrophares rouges et d'une sirène à son continu, d'une corne de brume et d'une sirène multisons. Ils sont généralement peints en rouge, mais peuvent l'être en jaune et divers marquages sont utilisés, à la discrétion des villes qui possèdent ces véhicules.
Leur conception est quasiment identique dans tout le continent. Ils comprennent une citerne de capacité variable associée à une pompe de grand débit (jusqu'à 6 000 l/min). La pompe est montée au milieu du châssis, avec un accès à gauche pour les commandes et la sortie de la pompe, et à droite pour l'alimentation.

### 

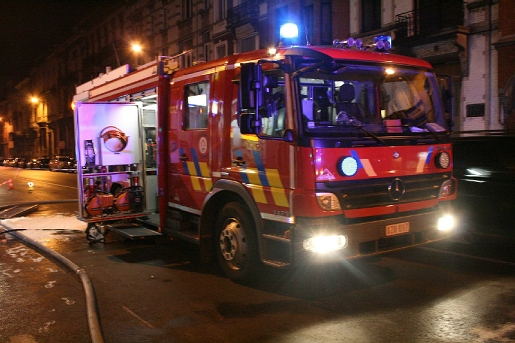
Une autopompe multifonctionnelle des pompiers de Bruxelles

### France

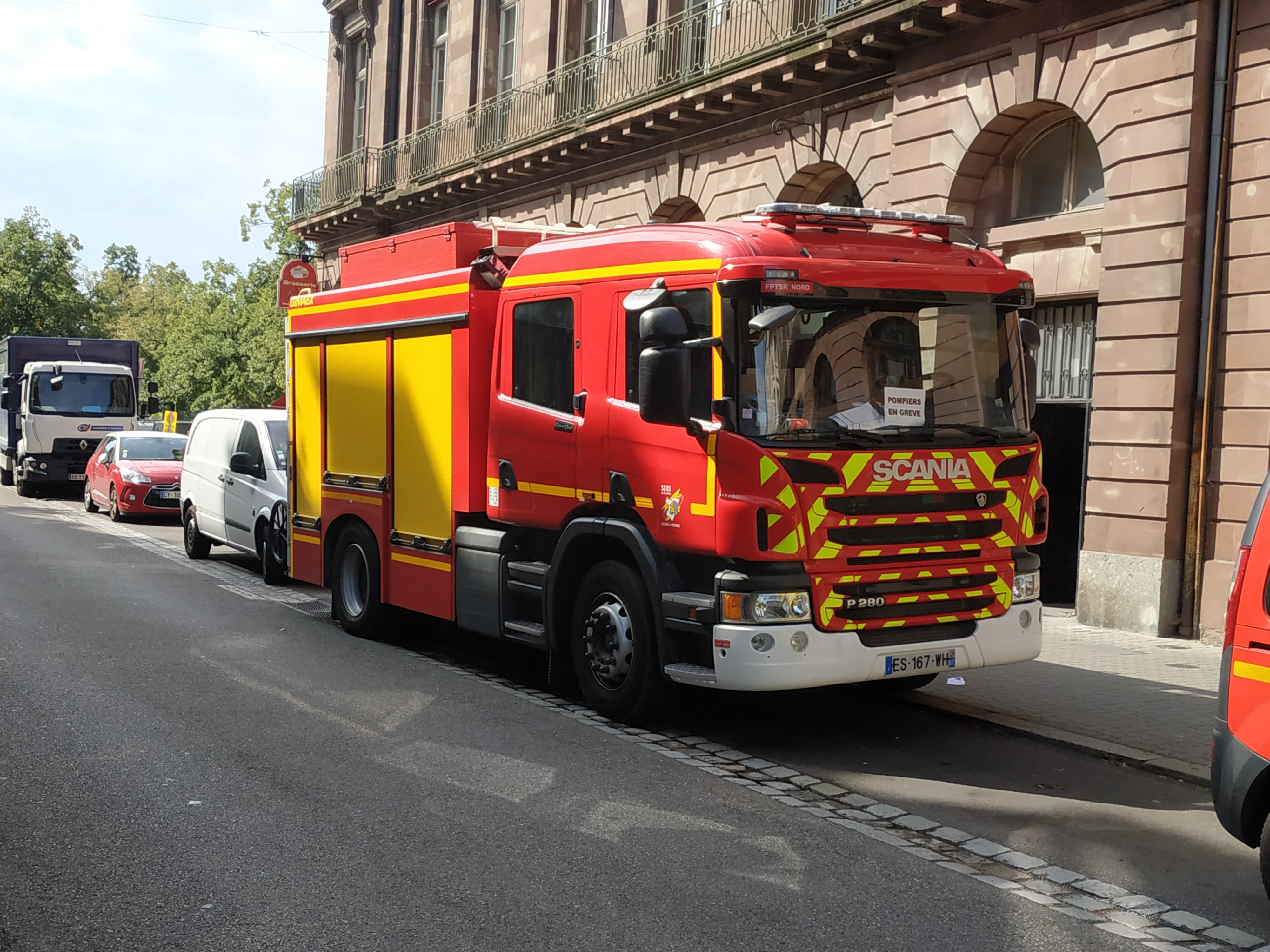
Fourgon d'incendie français

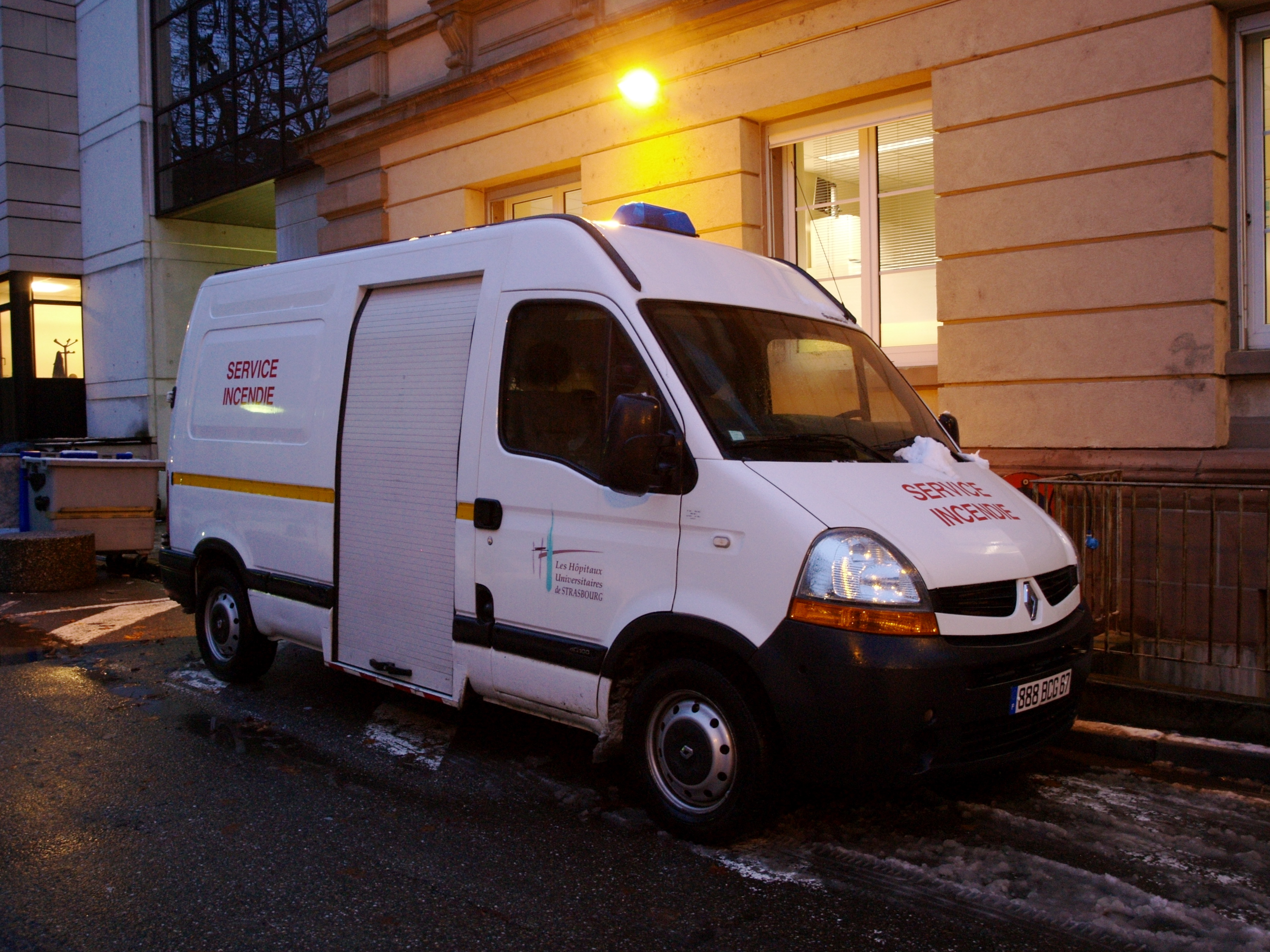
Fourgon d'incendie des Hôpitaux Universitaires de Strasbourg

Plusieurs types de fourgon d'incendie sont utilisés en France :
- le fourgon pompe-tonne (FPT,six ou huit personnes) et le fourgon pompe-tonne léger (FPTL, six personnes), pour les feux urbains. Il contient 1000 litres d’eau qui sont déversés en deux minutes d'utilisation continue. La lance de la société Zelup testé en 2021 permettrait d’augmenter ce temps d’autonomie de 12 minutes pour la même quantité d’eau[3]. ;
- le véhicule de premier secours et incendies(VPSI, quatre personnes), pour les petites communes (difficulté à avoir des sapeurs-pompiers titulaires du permis poids lourd) ou les lieux difficilement accessibles (par exemple rues étroites), avec une citerne d'environ 450 L ; ils permettent d'assurer l'extinction de petits feux, ou bien de contenir les sinistres dans l'attente de renforts ;
- le camion citerne rural (CCR), un véhicule tout-terrain (4x4) pour feux hors route ;
- le camion citerne feux de forêts (CCF), un véhicule tout-terrain (4x4) armé par quatre personnes, avec un dispositif d'autoprotection lorsque le véhicule est cerné par les flammes (espace sécurisé en cabine et dispositif d'arrosage du fourgon), avec 2 000 à 13 000 L d'eau (dont une réserve de 300 à 500 L réservée à l'autoprotection) ;
- le camion citerne grande capacité (CCGC) est un camion citerne permettant d'alimenter les CCF.
- le premier secours évacuation (PSE), un véhicule mixte incendie/prompt secours utilisé dans la zone défendue par la Brigade de sapeurs-pompiers de Paris (BSPP : Paris, Hauts-de-Seine, Seine-Saint-Denis, Val-de-Marne) ;
- il existe également des fourgons mixtes incendie/secours routier, appelés fourgon pompe-tonne/secours routier (FPTSR) ;
- le fourgon mousse grande puissance (FMoGP), pour les feux d'hydrocarbure importants.

Les fourgons d'incendie sont de couleur rouge « incendie » (norme NF X 08.008), avec une bande latérale jaune rétro-réfléchissante et un marquage blanc comprenant entre autres le logo « 18 » avec un téléphone. Ce sont des véhicules d'intérêt général prioritaires, ils sont donc équipés d'un gyrophare bleu et d'une sirène à deux tons.
En France, les dimensions des camions sont variées car un camion de 7,70 m de long, 2,55 m de large et 3,40 m de hauteur est trop gros pour circuler dans certains ruelles rurales alors que le code Napoléon prévoit des voies d'une largeur de deux mètres cinquante.

### Italie

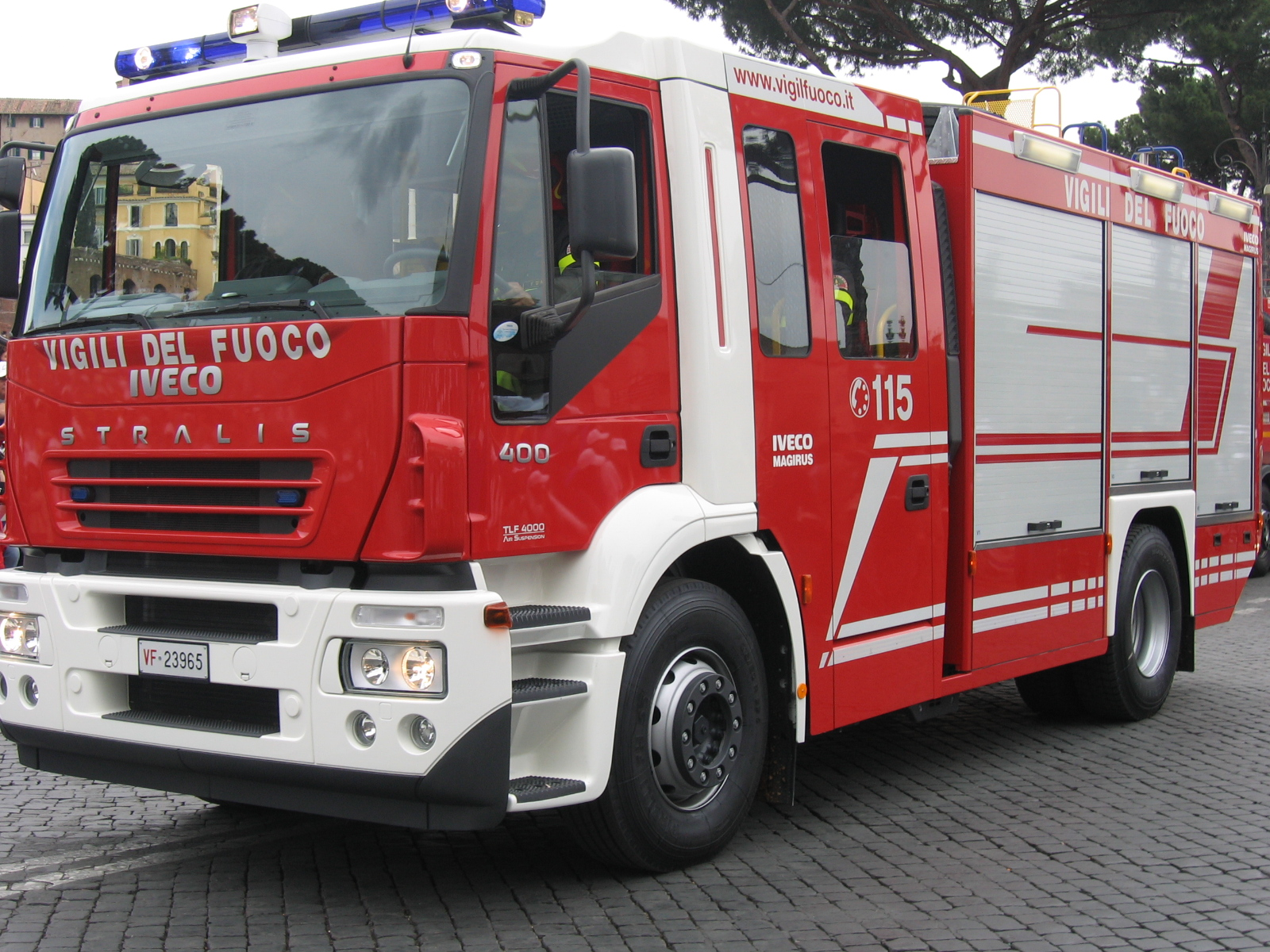
Autopompa serbatoio à Rome.

En Italie, les fourgons pompe-tonne sont appelés AutoPompa Serbatoio (APS).

### Suisse
En Suisse, bien que les noms des engins ne soient pas normalisés, on distingue notamment
- le tonne-pompe, véhicule polyvalent utilisé en milieu rural ou urbain ;
- le véhicule grande puissance, souvent appelé grande puissance mousse, muni de deux citernes de grande capacité (eau & émulseur), d'une pompe & d'un canon de grands débits et destiné à la lutte contre les importants feux industriels ;
- le véhicule poudre, muni d'une citerne de poudre d'extinction pouvant aller jusqu'à 6000 kg et destiné à la lutte contre les feux de gaz (et d'hydrocarbures, dans une moindre mesure).

Ils sont originellement peints en rouge, mais de plus en plus de corps les peignent en jaune dit « européen » (RAL 1016).